# Daisuke Kishio
Daisuke Kishio (岸尾 だいすけ?, Kishio Daisuke; Matsusaka, 28 marzo 1974) è un doppiatore giapponese, in precedenza rappresentata da Gekidan Moonlight.. Cresciuto a Komaki, Kishio è un membro della Tokyo Actor's Consumer's Cooperative Society (Haikyo). Il 1º giugno 2007 Daisuke Kishio ha cambiato il proprio nome da 大輔 a だいすけ, con pronuncia e romanizzazione identiche.
Principalmente noto per i ruoli di Van Flyheight in Zoids, Kyoushirou Kokujou in Duel Masters, Chitose Hitotose in Happy Lesson, Thomas O'Brien in Ashita no Nadja, Kaito Domoto in Mermaid Melody Pichi Pichi Pitch , Kaname Kuran in Vampire Knight e Kyousuke Imadori School Rumble e School Rumble Ni Gakki. Ha anche doppiato il personaggio di Tony Blair nel film The Queen - La regina e di Remy nel film d'animazione Disney Ratatouille.
In occasione del Seiyu Awards, è stato candidato nella categoria "Miglior attore protagonista", "Miglior attore non protagonista" e "Miglior personalità radiofonica".

## Doppiaggio

### Serie anime
- Atashin'chi – Yuzuhiko's Friend #3
- Crayon Shin-chan – Youth, etc.
- Doraemon – Judge, Navi-Robot
- Nintama Rantarō – Shige [4]

1996
- Mizuiro Jidai – Miyau Miyauchi

1998
- Weiß Kreuz – Team member F

1999
- Sensual Phrase – Mizuki
- Surf Side High-School – Kouhei Nakajima

2000
- Kinda'ichi Case Files – Takeshi Matsuda,[5] Hirokazu Nakano[6]
- Pokémon – Noboru[7]
- Strange Dawn[8] – Miro
- Zoids – Van Flyheight

2001
- Beyblade – Bedoro
- Inuyasha – Hakkaku[9]
- Haré+Guu – Wadi[10]
- Star Ocean EX – Chin
- Z.O.E. Dolores,i – Rully[11]

2002
- Detective Conan – Noburou Ikema
- Duel Masters – Kyoushirou Kokujou
- Forza! Hidemaru – Joe[12]
- Happy Lesson – Chitose Hitotose
- Hikaru no go – Itou
- Pokémon – Saburou[13]
- The Prince of Tennis – Michiru Fukushi

2003
- Ashita no Nadja – Thomas O'Brien
- Astro Boy – Jiro[14]
- Bobobo-bo Bo-bobo – Hatenkou, U-kun, Chuunosuke, Okutopasukaru, Mogura
- D.C.: Da Capo – Suginami
- Happy Lesson Advance – Chitose Hitotose
- Rockman.EXE – Gyroman, Tomoharu
- Mermaid Melody Pichi Pichi Pitch – Kaito Domoto / Gaito
- Mugen Senki Portriss – Multi Cocopa
- Nanaka 6/17 – Yoshida
- Stellvia of the Universe – Kent Austin

2004
- Azusa, Otetsudai Shimasu! – Wataru Hanashima
- Battle B-Daman – Enju[15]
- Duel Masters Charge – Kyoushirou Kokujou
- Final Approach – Ryou Mizuhara
- Futari wa Pretty Cure – Shogo Fujimura (Fuji-P)[16]
- Rockman.EXE Stream – Gyroman
- Mermaid Melody Pichi Pichi Pitch Pure – Kaito Domoto / Gaito
- Pokémon: Advanced Generation – Satoru
- School Rumble – Kyousuke Imadori (Class 2-C)
- Transformer: Superlink – Chad "Kicker" Jones
- Zoids Fuzors – Doug

2005
- Battle B-Daman: Fire Spirits – Enju
- Black Jack – Big Mask[17]
- Bleach – Hinagiku
- Cluster Edge – Fon Aina Sulfur
- D.C.S.S.: Da Capo Second Season – Suginami
- Dave the Barbarian (Japanese dub) – Dave
- Futari wa Pretty Cure Max Heart – Shogo Fujimura (Fuji-P)
- Gaiking - Legend of Daiku-Maryu – Noza (Darius Shitennou), Franklin
- Gunparade Orchestra – Yuki Makihara[18]
- Happy Seven – Kouji
- Izumo: Takeki Tsurugi no Senki – Gakutsuchi[19]
- Karin – Shineitai A
- Oku-sama wa Mahō Shōjo: Bewitched Agnes – Tatsumi Kagura
- Pokémon: Advanced Generation – Kyoutarou

2006
- Binbō Shimai Monogatari – Masao Ichinokura
- PPG Z - Superchicche alla riscossa – Takaaki (Monster)
- Hapiraki Bikkuriman – Hansei Shitennou, Oomedama, Shunsuke
- Jigoku Shōjo Futakomori – Kei Takada
- Kamisama Kazoku – Samatarou Kamiyama
- Kiniro no Corda ~primo passo~ – Azuma Yunoki
- One Piece – Young Iceburg
- School Rumble secondo semestre – Kyousuke Imadori/Young Imadori (Class 2-C)
- Tama and Friends 2nd Season – Pochi
- Tokimeki Memorial Only Love – Ryuichi Yagen
- Yoake Mae Yori Ruriiro Na – Jin Takamizawa

2007
- AYAKASHI – Yuu Kusaka[20]
- Bleach – Luppi Antenor
- D.C. II: Da Capo II – Suginami
- Dennō Coil – 4423 / Nobuhiko
- Dōjin Work – Ryuuichirou Hoshi
- Duel Masters Zero – Kyoushirou Kokujou
- Heroic Age – Mereagros E Laitsa Altoria Oz Yunos
- Hitohira – Kai Nishida[21]
- Ookiku Furikabutte – Aoi and Ryou (Twins), Miyagawa

2008
- D.C. II: Da Capo II Second Season – Suginami
- D.Gray-man – Howard Link
- Gunslinger Girl -Il Teatrino- – Pinocchio[22]
- Junjō romantica – Shinobu Takatsuki[23]
- Junjō romantica 2 – Shinobu Takatsuki
- Rosario + Vampire – Tsukune Aono
- Rosario + Vampire CAPU2 – Tsukune Aono
- A Certain Magical Index – Etzali/Mitsuki Unabara
- Tytania – Jouslain Tytania[24]
- Vampire Knight – Kaname Kuran
- Vampire Knight Guilty – Kaname Kuran
- Duel Masters Cross – Kyoshirou Kokujou

2009
- 07-Ghost – Konatsu[25]
- Cross Game – Keiichirō Senda
- Dragon Ball Kai – Jeice
- Tegami Bachi – Zazie
- Durarara!! – Kasuka Heiwajima
- Fairy Tail – Loke/Leo, Toby, Scorpio

2010
- Digimon Xros Wars – Zenjirou Tsurugi, Baalmon/Beelzebumon, Blastmon, WarGreymon
- Starry Sky – Haruki Naoshi[26]
- Tegami Bachi ~Reverse~ – Zazie
- A Certain Magical Index II – Etzali/Mitsuki Unabara
- Transformers Animated – Bumblebee
- Yumeiro Pâtissière – Henri Lucas

2011
- Beelzebub – Shintaro Natsume
- Carnival Phantasm – Keitai-san (Cellphone)
- Digimon Xros Wars: The Young Hunters Who Leapt Through Time – Dracumon
- Hunter × Hunter (serie 2011) – Hanzo
- Nurarihyon no Mago: Sennen Makyou – Itaku

2012
- Aikatsu! – Hiro
- Kamisama Kiss – Shinjirō Kurama

2013
- Sparrow's Hotel – Misono[27]
- Samurai Flamenco – Delta Horse
- Yowamushi Pedal – Junta Teshima

2014
- DRAMAtical Murder – Takahashi
- Le bizzarre avventure di JoJo: Stardust Crusaders – Steely Dan
- Laughing Under the Clouds – Kagemitsu Kumō
- Pretty Guardian Sailor Moon Crystal – Jadeite
- World Trigger – Yōsuke Yoneya[28]

2015
- Kamisama Kiss◎ – Shinjirō Kurama
- Junjō romantica 3 – Shinobu Takatsuki

2016
- Dragon Ball Super - Cabba
- One Piece - Vito

2017
- Dragon Ball Super - Nigrisshi, Liquir

2019
- Kengan Ashura - Rama XIII

2025
- Fate/strange Fake - Caubac Alcatraz
- Togen Anki - Sangue maledetto - Tsubakiri Momomiya

### Videogiochi
- Serie di Angel's Feather  – Naoto Aoki
- Another Century's Episode 2 – Tack Capford
- Baten Kaitos: Le Ali Eterne e l'Oceano Perduto – Lyude
- Bleach: Blade Battlers 2nd – Luppi
- Cluster Edge ~Kimi wo Matsu Mirai e no Akashi~ – Fon Aina Sulfer[29]
- Danganronpa 2: Goodbye Despair – Fuyuhiko Kuzuryuu[30]
- Danganronpa V3: Killing Harmony – Fuyuhiko Kuzuryuu
- Dark Chronicle – Rococo
- DEAR My SUN!! ~Musuko★Ikusei★Capriccio~ – Satoru Tatsunami[31]
- Deception III: Dark Delusion – Albert, Marco
- Diabolik Lovers More Blood – Azusa Mukami
- Digimon Story: Cyber Sleuth – Arata Sanada
- Digimon Story: Cyber Sleuth - Hacker's Memory – Arata Sanada
- Dissidia Final Fantasy: Opera Omnia – Noel Kreiss
- serie di Dragon Ball – Jeice (2009–present)
- Dynasty Warriors 7 – Sima Zhao
- Enchanted Arms – Atsuma[32]
- Final Fantasy XIII-2 – Noel Kreiss
- Fist of the North Star: Ken's Rage 2 – Bat
- Serie di Full House Kiss  – Haruta Yamamoto
- Full Metal Daemon: Muramasa – Jo'ansai "Bartholomew" Yagyu
- Granblue Fantasy – Nezha, Will
- Grand Knights History – Leon Fried
- Serie videogiochi di Gunparade Orchestra  – Yuki Makihara
- Serie di Hakarena Heart – Nanahoshi Himemiya[33]
- Hunter × Hunter: Wonder Adventure (Hanzo)
- Ijiwaru My Master – Eins[34]
- Jack Jeanne – Kokuto Neji
- Jak II: Renegade – Erol
- Kenka Bancho – Shigeru Hachiya
- Kenka Banchou 2 Full Throttle – Tomoya Takeda
- serie di Kin'iro no Corda – Azuma Yunoki
- Kin'iro no Corda 3 – Arata Mizushima
- Kohitsuji Hokaku Keikaku! Sweet Boys Life – Shouta Morinaga[35]
- Kuu no Mori ~Tsuioku no Sumu Yakata~ – Yuuri Ayasegawa[36]
- Lightning Returns: Final Fantasy XIII – Noel Kreiss
- Luminous Arc – Nikolai
- Magic Pengel: The Quest for Color – voci aggiuntive
- Mana Khemia: Alchemists of Al-Revis – Roxis Rosenkranz[37]
- Mario & Sonic ai giochi olimpici invernali – Jet the Hawk
- Mario & Sonic ai giochi olimpici di Londra 2012 – Jet the Hawk
- Mario & Sonic ai Giochi olimpici di Rio 2016 – Jet the Hawk
- Mario & Sonic ai Giochi olimpici di Tokyo 2020 – Jet the Hawk
- Mega Man ZX – Prometheus, Truite
- Mega Man ZX Advent – Prometheus
- Memories Off 5 The Unfinished Film – Shuuji Ozu
- Ore no Shita de Agake (PS2) – Nephilim[38]
- Serie di Palais de Reine– Dietrich[39]
- Persona 5 Strikers – Ango Natsume
- PlayStation All-Stars Battle Royale – Bentley
- Prince of Tennis: Card Hunter – Michiru Fukushi
- Project X Zone 2 – Hotsuma[40]
- Sakura Wars (videogioco 2019) – Oboro
- SD Gundam G Generation Spirits – Job John, Tony Gene
- Serie di Shikigami no Shiro – Koutarou Kuga
- Shinobi – Hotsuma
- Shōnen Onmyōji – Hon-u[41]
- Sonic Riders – Jet the Hawk
- Sonic Riders: Zero Gravity – Jet the Hawk
- Sonic e il Cavaliere Nero – Sir Lamorak
- Sonic Free Riders – Jet the Hawk
- Sly 3: L'onore dei ladri – Bentley
- Star Ocean: The Last Hope – Edge Maverick
- Star Ocean: The Second Story R – Edge Maverick
- Starry Sky – Haruki Naoshi
- Super Street Fighter IV – Cody Travers
- Street Fighter X Tekken –  Cody Travers
- Street Fighter V – Cody Travers
- Suikoden V – Kyle, Fuwalafuwalu
- Suikoden Tierkreis – Roberto[42], Logan
- serie di Summon Night – Magna,[43] Kuuya[44]
  - Summon Night Twin Age: Seireitachi no Koe – Mirusaato[45] Kaui
- Sweet Pool – Makoto Mita
- Tales of Berseria – Rokurou Rangetsu
- Tales of the Rays – Rokurou Rangetsu
- Tales of Crestoria – Rokurou Rangetsu
- Tenerezza – Indy[46]
- Tokimeki Restaurant – Otowa Shinnosuke
- Trouble Fortune COMPANY☆Happy CURE – Michizumi Kuze[47]
- True Love Story 3 – Minoru Kubota[48]
- Serie di VitaminX – Goro Fuumonji[49]
- Vampire Knight DS – Kaname Kuran
- Warriors Orochi 2 – Taikoubou (Taigong Wang)
- Xenoblade Chronicles 3 – Crys
- Ys VIII: Lacrimosa of Dana – Kiergaard, Austin